# Valtari
Valtari é o sexto álbum de estúdio da banda islandesa de post-rock Sigur Rós, lançado em 23 de maio de 2012 pelo selo Parlophone.

## Características
O baixista Georg Hólm descreveu o álbum como tendo "mais batidas eletrônicas que antes", mas não sendo "um álbum dançante". O primeiro single, "Ekki Múkk", assim como seu vídeo, foi lançado no mesmo dia. Hólm também falou a respeito do álbum: "Eu realmente não me lembro o porquê de termos começado essa gravação. Sessão pós sessão nós perdemos foco, e quase desistimos... por um momento. Mas então algo aconteceu, e então começou a tomar forma. E agora eu posso dizer, honestamente, que é o único álbum do Sigur Rós que eu tenho ouvido mesmo por prazer em minha casa, depois que o terminamos".
A faixa "Varðeldur" é uma diferente versão da música "Lúppulagið", do álbum ao vivo Inni.

## Lançamento
No dia 21 de abril de 2012, Sigur Rós lançou uma versão especial em vinil de Ekki Múkk. Seu B-side era uma música instrumental intitulada Kvistur. Essa música também foi disponível como faixa bônus do álbum.
A faixa "Dauðalogn" estreou no último episódio da terceira temporada da série The Vampire Diaries, no dia 10 de maio de 2012. No dia 17 de maio, o website oficial da banda disponibilizou o álbum on line, numa atividade chamada Valtari Hour. No mesmo dia, Zane Lowe estreou uma nova faixa do álbum, "Ég Anda", na BBC Radio.
No dia 21 de agosto, a faixa "Varúð" foi lançada como single numa edição limitada especial para coincidir com a turnê de verão da banda, em 2012. Seu B-side, "Logn" também foi faixa bônus.

### The Valtari Mystery Film Experiment
Sigur Rós deu a uma dúzia de cineastas o mesmo orçamento e pediu para que criassem o que viessem às suas cabeças quando ouviam as músicas do vindouro álbum. A ideia foi abandonar o processo de aprovação de costume da banda, e permitir que os cineastas tivessem maior liberdade criativa.
Entre os doze cineastas que trabalharam estão Ramin Bahrani, Alma Har'el, John Cameron Mitchell e Ryan McGinley, entre outros.
Segundo a banda, "nós nunca quisemos que nossas músicas viessem com uma resposta pré-programada. Nós não queremos dizer a ninguém como devem se sentir e como levá-lo. Não temos nenhuma ideia, literalmente, de o que os diretores irão fazer dos filmes. Nenhum deles sabe o que os outros estão fazendo, por isso espero que possa ser interessante".
No dia 21 de maio, a banda lançou o vídeo para a faixa "Ég Anda", por Ragnar Kjartansson. É o primeiro vídeo do Valtari Mystery Film Experiment. O vídeo mostra como devemos proceder, caso alguém comece a sufocar.
Em 6 de junho, foi lançado o segundo vídeo do projeto, para a faixa "Varúð", por Inga Birgisdóttir, que foi uma das responsáveis pela capa do álbum e diretora do vídeo de "Ekki Múkk".
No dia 18 de junho foi lançado o terceiro vídeo da série, para a música "Fjögur Píanó", de Alma Har'el. E no dia 2 de julho, foi lançado o vídeo dirigido por Arni & Kinski para a faixa "Rembihnútur", que mostra como as pessoas mudam para melhor ao ouvir as músicas do Sigur Rós.
O quinto vídeo da série foi também da faixa "Ég Anda", por Ramin Bahrani, lançado em 16 de julho. E no dia 31 de julho, "Varúð", agora por Ryan McGinley. Em 13 de agosto, a sétima Valtari Mystery Film foi lançado. Melika Bass dirigiu um vídeo para a canção "Varðeldur", e no dia 28 de agosto foi lançado o vídeo da faixa "Dauðalogn". No dia 12 de setembro, o nono vídeo da série teve partes de "Ekki Múkk" e "Rembihnútur". Dirigido por Dash Shaw, o vídeo tratava sobre a homossexualidade. O décimo vídeo da série foi lançado em 24 de setembro para a faixa "Ekki Múkk", por Nick Abrahams. Em 8 de outubro, por Ruslan Fedotow, foi lançado um novo vídeo para a música "Dauðalogn".
No dia 15 de outubro, foi lançado mais um vídeo para a música "Fjögur Píanó", chamada de "Skinned" dirigida por Anafelle Liu, Dio Lau and Ken Ngan. Em 22 de outubro, foi lançado um vídeo da canção "Varðeldur" de Clare Langan. E no dia 14 de novembro, foi lançado o vídeo "Valtari", que possui partes de "Ekki Múkk", "Valtari", "Rembihnútur" e "Varúð". O vídeo mostra um casal dançando numa fábrica abandonada.
Em 20 de novembro, o décimo quinto vídeo do projeto, para a música "Varúð" foi lançado, dirigido por Björn Flóki. E no dia 6 de dezembro, o décimo sexto vídeo incluiu as canções "Dauðalogn" e "Varúð".

## Crítica
Valtari recebeu muitas visões positivas de críticos musicais. No Metacritic, que atribui um padrão de 100 a comentários de críticos tradicionais, o álbum recebeu uma pontuação de 74, com base em 36 comentários, indicando "revisões geralmente favoráveis".

## Comercial
Valtari estreou em oitavo lugar no UK Albums Chart, vendendo 11 136 cópias na primeira semana. Nos Estados Unidos, o álbum integrou o Billboard 200 na sétima posição, na primeira semana, vendendo aproximadamente 26 mil cópias.

## Faixas
Todas as faixas escritas e compostas por Sigur Rós. 
| N.º | Título         | Tradução[*]   | Duração |  |
| 1.  | "Ég anda"      | Eu Respiro    | 6:15    |  |
| 2.  | "Ekki Múkk"    | Nenhum Som    | 7:45    |  |
| 3.  | "Varúð"        | Atenção       | 6:37    |  |
| 4.  | "Rembihnútur"  | Nó Apertado   | 5:05    |  |
| 5.  | "Dauðalogn"    | Morte Calma   | 6:37    |  |
| 6.  | "Varðeldur"    | Fogueira      | 6:08    |  |
| 7.  | "Valtari"      | Tambor        | 8:19    |  |
| 8.  | "Fjögur píanó" | Quatro Pianos | 7:50    |  |

| Faixas Bônus |           |                        |         |  |
| N.º          | Título    | English translation[*] | Duração |  |
| 9.           | "Kvistur" | Ramo                   | 5:30    |  |
| 10.          | "Logn"    | Calma                  | 8:14    |  |

## Banda

### Sigur Rós
- Jón Þór "Jónsi" Birgisson
- Georg "Goggi" Hólm
- Kjartan "Kjarri" Sveinsson
- Orri Páll Dýrason

### Convidados
- Amiina (Hildur Ársælsdóttir, Edda Rún Ólafsdóttir, Maria Huld Markan Sigfúsdóttir, Sólrún Sumarliðadóttir) - cordas e arranjos de cordas (com exceção de "Varúð").
- Una Sveinbjarnardóttir, Palina Arnadóttir, Borunn Ósk Marinosdóttir, Margret Arnadóttir, Boigar Magnason - cordar em "Varúð".
- Holmfridur Benediktsdóttir, Hildur F. Havarjurdóttir, Bjorg Gardursdóttir, Sulka B. Svanhuitardóttir, Brynhildur Melot, Hera Eriksdóttir - vozes de fundo em "Varúð".
- Daníel Bjarnason - arranjos de cordas em "Varúð".
- The Sixteen - coro em "Dauðalogn" e "Varðeldur".
- Eamonn Dougan - direção de coral em "Dauðalogn" e "Varðeldur"